# Thiago Mendes
Thiago Henrique Mendes Ribeiro (São Luís, 1992. március 15. –) brazil labdarúgó, a katari al-Rajján játékosa.

## Pályafutása

### Klubcsapatokban
Thiago Mendes São Luís városában született, pályafutását pedig a Goiás csapatában kezdte. Miután folyamatos jó teljesítményt nyújtott az ifjúsági- és tartalék csapatokban, 2010-ben már többször leülhetett az első csapat kispadjára is bajnoki mérkőzéseken. 20100. szeptember 27-én debütált a Goiásban egy AD Portuguesa elleni másodosztályú bajnokin. Ezt követően még kilenc mérkőzésen kapott lehetőséget a 2011-es szezonban, a következő idénytől pedig csapata alapembere lett. A 2012-es szezonban 35 mérkőzésen egy gólt ért el, csapata pedig megnyerte a Série B küzdelmeit. Ezt követően szerződését 2017-ig meghosszabbította.
A következő két szezonban 27, illetve 34 bajnokin segítette csapatát a brazil országos bajnokság élvonalában. 2014 decemberében bejelentették, hogy a következő szezontól Thiago a São Paulo játékosa lesz.  2015. május 10-én mutatkozott be új csapatában tétmérkőzésen egy Flamengo elleni bajnokin. Két idény alatt összesen 72 bajnokin lépett pályára a klub színeiben és két gólt szerzett.
2017. június 30-án őt évre aláírt a francia Lille-hez. Az észak-francia klub kilencmillió eurót fizetett érte. Két szezont töltött a klubnál, 52 bajnokin lépett pályára és három gólt szerzett. Alapembere volt a 2018-2019-s bajnokságban második helyen végző csapatnak. 2019 nyarán a Lyon szerződtette.
2023. július 7-én két évre írt alá a katari al-Rajján csapatához.

## Statisztika
2023. június 3-án frissítve.
| Klub               | Szezon         | Bajnokság     | Bajnokság | Kupa          | Kupa | Ligakupa      | Ligakupa | Nemzetközi    | Nemzetközi | Egyéb         | Egyéb | Összesen      | Összesen |
| Klub               | Szezon         | Pályára lépés | Gól       | Pályára lépés | Gól  | Pályára lépés | Gól      | Pályára lépés | Gól        | Pályára lépés | Gól   | Pályára lépés | Gól      |
| ------------------ | -------------- | ------------- | --------- | ------------- | ---- | ------------- | -------- | ------------- | ---------- | ------------- | ----- | ------------- | -------- |
| Goiás              | 2012           | 35            | 1         | 6             | 0    | —             | —        | —             | —          | 0             | 0     | 41            | 1        |
| Goiás              | 2013           | 27            | 1         | 7             | 0    | —             | —        | —             | —          | —             | —     | 34            | 1        |
| Goiás              | 2014           | 34            | 3         | 2             | 0    | —             | —        | 4             | 1          | 1             | 0     | 41            | 3        |
| Goiás              | Összesen       | 96            | 5         | 15            | 0    | 0             | 0        | 4             | 1          | 1             | 0     | 116           | 3        |
| São Paulo          | 2015           | 35            | 1         | 5             | 1    | —             | —        | 3             | 0          | 11            | 0     | 54            | 2        |
| São Paulo          | 2016           | 32            | 2         | 2             | 0    | —             | —        | 14            | 1          | 14            | 1     | 62            | 4        |
| São Paulo          | 2017           | 5             | 0         | 5             | 0    | —             | —        | 1             | 1          | 15            | 4     | 26            | 5        |
| São Paulo          | Összesen       | 72            | 3         | 12            | 1    | 0             | 0        | 18            | 2          | 40            | 5     | 142           | 11       |
| Lille              | 2017–18        | 31            | 3         | 2             | 1    | 2             | 0        | —             | —          | —             | —     | 35            | 4        |
| Lille              | 2018–19        | 35            | 0         | 2             | 0    | 0             | 0        | —             | —          | —             | —     | 37            | 0        |
| Lille              | Összesen       | 66            | 3         | 4             | 1    | 2             | 0        | 0             | 0          | 0             | 0     | 72            | 4        |
| Olympique Lyonnais | 2019–20        | 22            | 0         | 3             | 0    | 4             | 0        | 8             | 0          | —             | —     | 37            | 0        |
| Olympique Lyonnais | 2020–21        | 32            | 0         | 3             | 0    | —             | —        | —             | —          | —             | —     | 35            | 0        |
| Olympique Lyonnais | 2021–22        | 29            | 1         | 0             | 0    | —             | —        | 8             | 0          | —             | —     | 37            | 1        |
| Olympique Lyonnais | 2022–23        | 31            | 1         | 3             | 0    | —             | —        | —             | —          | —             | —     | 34            | 1        |
| Olympique Lyonnais | Összesen       | 114           | 2         | 9             | 0    | 4             | 0        | 16            | 0          | 0             | 0     | 143           | 2        |
| al-Rajján          | 2023–24        | 0             | 0         | 0             | 0    | —             | —        | —             | —          | 0             | 0     | 0             | 0        |
| al-Rajján          | Összesen       | 0             | 0         | 0             | 0    | 0             | 0        | 0             | 0          | 0             | 0     | 0             | 0        |
| Karrier összes     | Karrier összes | 349           | 13        | 39            | 2    | 6             | 0        | 38            | 3          | 81            | 9     | 512           | 27       |

## Sikerei, díjai
Goiás
- Campeonato Goiano: 2012, 2013
- Brasileiro Série B: 2012

São Paulo
- Florida-kupa-győztes: 2017